# Nikolaus Pfluger

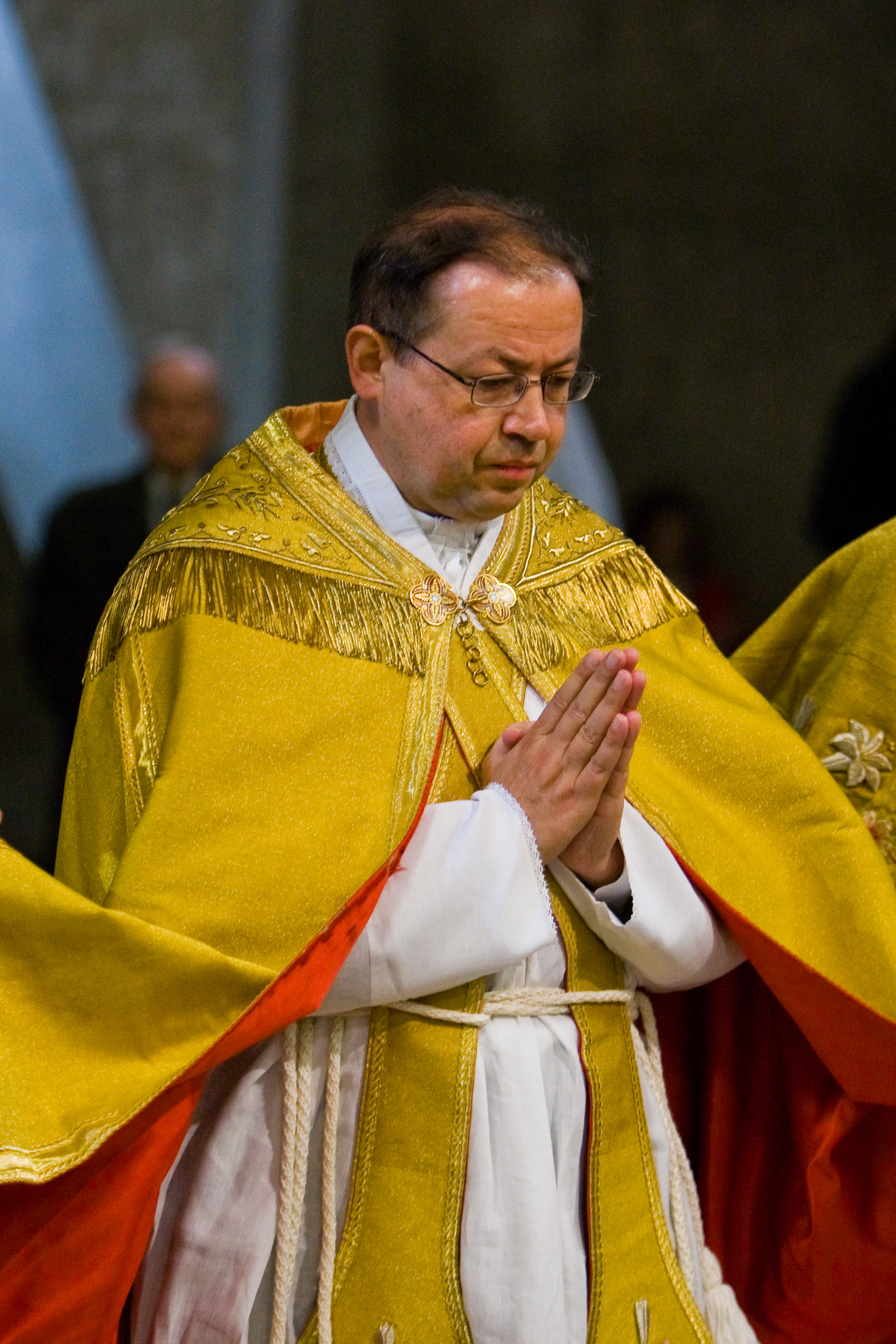
Nikolaus Pfluger

ks. Nikolaus Pflüger (Niklaus Pfluger, Nikolaus Pflueger) FSSPX (ur. 3 listopada 1958 w Oesingen, Szwajcaria) – I Asystent Przełożonego Generalnego Bractwa Św. Piusa X.

## Życiorys
Do seminarium w Zaitzkofen (Niemcy) wstąpił w 1978 roku, a święcenia kapłańskie otrzymał w 1984. Do 1985 roku przebywał w przeoracie w Oberriet (Institut St. Karl Borromäus); następnie został przeorem w Bazylei. W 1989 został przełożonym dystryktu Szwajcarii, a w 1991 rektorem seminarium w Zaitzkofen. W 1998 wrócił do funkcji kierownika dystryktu szwajcarskiego, a od 2004 był przełożonym dystryktu niemieckiego.
11 lipca 2006 czterdziestoosobowa Kapituła Generalna Bractwa Świętego Piusa X wybrała go na I Asystenta Przełożonego Generalnego Bractwa, bp. Bernarda Fellaya. W grudniu 2008 odwiedził placówki Bractwa w Polsce. Często zastępuje biskupa Bernarda Fellaya w wywiadach i w kontaktach z mediami, jest także jego delegatem w kontaktach z lokalnymi placówkami Bractwa.
Jest krytykiem serii książkowej o Harrym Potterze, która według niego jest antychrześcijańska i nie powinna być czytana przez dzieci, gdyż wpaja im ideologię New Age.